# Puya alpestris

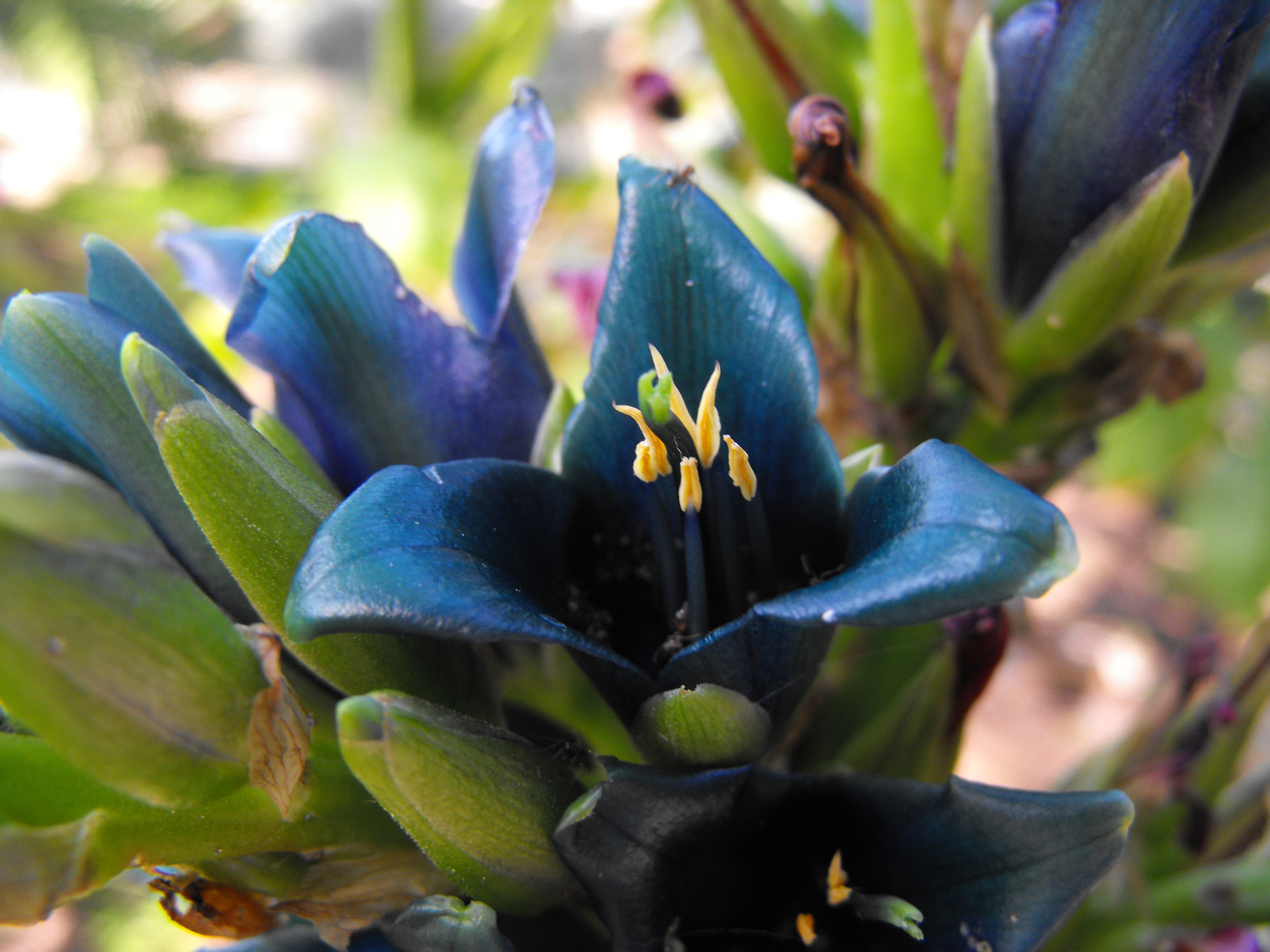
Dreizählige Blüte mit dunkelblauen Kronblättern.

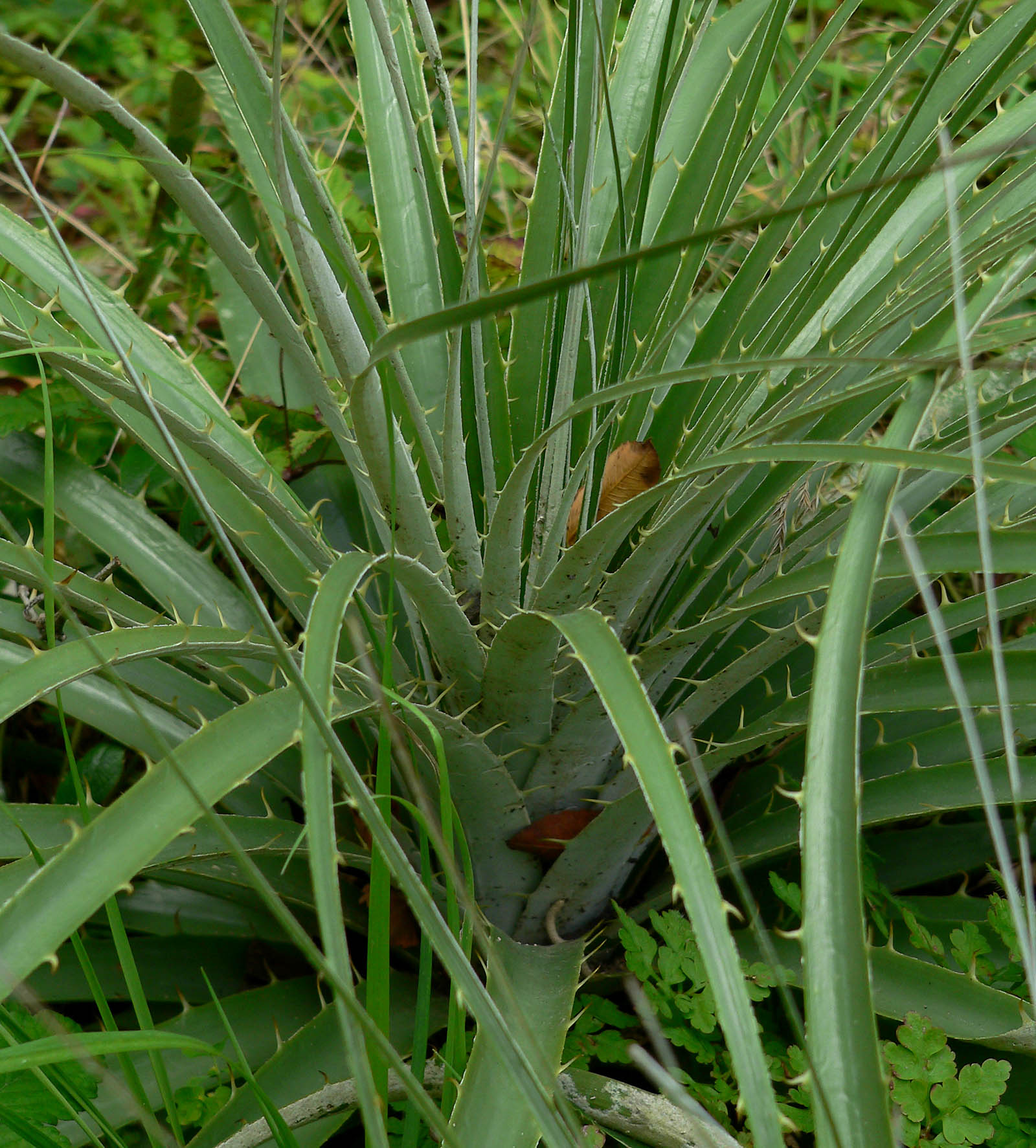
Blattrosette mit bewehrten Laubblättern.

Die Puya alpestris ist eine Pflanzenart aus der Familie der Bromeliengewächse (Bromeliaceae). Das Artepitheton alpestris für „Alpen bewohnend“ bezieht sich bei dieser Art auf die Anden. Sie ist auf trockenen Hügeln in Zentral- und Süd-Chile beheimatet und gehört innerhalb der Familie zu den am südlichsten vorkommenden Arten. Puya alpestris ist eine der wenigen Puya-Arten die in manchen Parks und Gärten gepflegt werden.

## Beschreibung
Puya alpestris wächst als xerophytische, ausdauernde Pflanze. Es wird eine Blattrosette auf einem kurzen Stamm ausgebildet. Die derben, steif abstehenden, parallelnervigen Laubblätter laufen in eine scharfe Spitze aus, weisen eine Länge von über 1 Meter und eine Breite von 2 bis 2,5 Zentimetern auf. Der Blattrand ist mit hakig gekrümmten, etwa 0,5 cm langen Stacheln bewehrt. Die Blattunterseite ist dicht weiß beschuppt.
Erst nach vielen Jahren wird ein aufrechter, lockerer, rispiger Gesamtblütenstand gebildet, der aus zahlreichen traubigen Teilblütenständen zusammengesetzt ist. Er enthält viele leuchtend rote Hochblätter und vielen Einzelblüten. Die Spitzen der Teilblütenstände sind steril. Der Blütenstiel ist etwa 7 mm lang. Die zwittrige Blüte ist dreizählig. Die drei grünlichen Kelchblätter sind etwa 2,3 cm lang und behaart oder kahl. Die drei metallisch blauen Kronblätter mit stumpfer Spitze sind etwa 4,5 cm lang und drehen sich beim Verblühen spiralig ein. Die sechs Staubblätter besitzen leuchtend orangefarbene Staubbeutel. Die Blüten bilden viel Nektar. Zur Blütezeit kann man Kolibris und andere Vögel beobachten, die die Blüten bestäuben (Ornithophilie).
Es werden Kapselfrüchte ausgebildet, in denen jeweils viele kleine, flugfähige Samen gebildet werden. Nach der Samen- und Kindelbildung stirbt die Mutterpflanze langsam ab.

## Systematik
Diese Art wurde von Eduard Friedrich Poeppig 1833 im Fragmentum Synopseos Plantarum Phanerogamum :8 unter dem Namen Pourretia alpestris erstbeschrieben. Ein weiteres Synonym ist Puya whytei Hook.f.